# John Anderson (Leichtathlet)
John Franklin Anderson (* 4. Juli 1907 in Cincinnati, Ohio; † 11. Juli 1948 in Nankek, Alaska) war ein US-amerikanischer Diskuswerfer.

## Karriere
Bei den Olympischen Spielen 1928 in Amsterdam wurde er Fünfter. Mit seiner Weite von 44,87 m lag er über zwei Meter hinter den Medaillenrängen zurück.
Bei seinem zweiten Olympiastart 1932 in Los Angeles verbesserte er mit 47,87 m gleich im ersten Wurf den olympischen Rekord von Bud Houser. Mit 48,86 m im zweiten Versuch, 49,39 m im dritten Versuch und 49,49 m im vierten Versuch steigerte er den olympischen Rekord noch dreimal, um dann seine Serie mit 48,72 m und 47,98 m abzuschließen. Seine vier besten Versuche hätten alle für den Sieg über seinen Landsmann Henri LaBorde (48,47 m) ausgereicht. Auf dem achten Platz landete mit 45,25 m der dritte US-Amerikaner Paul Jessup, der seit 1930 mit 51,73 m den Weltrekord innehatte.
Für die Olympischen Spiele 1936 in Berlin konnte sich Anderson nicht mehr qualifizieren.
John Anderson war 1,91 m groß und wog in seiner aktiven Zeit 97 kg. Im Zweiten Weltkrieg war er mit der US Navy im Pazifik, und nach dem Krieg wurde er Navigationsoffizier bei einer Lachsfischereiflotte. 1948 erlag er über 1000 Kilometer nördlich von Anchorage einer tödlichen Gehirnblutung.